# Огурцово (Харьковская область)
Огурцово (укр. Огірцеве) — село в Гатищенском сельском совете Волчанского района Харьковской области Украины.

## Географическое положение
Село Огурцово находится на правом берегу реки Северский Донец, есть мост, в 2-х км от границы с Россией, на противоположном берегу расположено село Гатище. Село окружает большой лесной массив (дуб).

## Население
Население по данным всеукраинской переписи 2001 года составляло 234 человека (106 мужчин и 128 женщин).

## История
Основано в 1660 году.
11 мая 2024 года, в ходе российского вторжения на Украину, во время харьковского наступления село было оккупировано российскими войсками.

## Достопримечательности
- В двух километрах к югу от села Огурцово, на небольшой возвышенности пойменной террасы правого берега Северского Донца находится многослойное поселение эпохи бронзы и раннего железного века. В этом месте были расположены жилища земляночного типа, оставленные племенами Черняховской культуры II—IV веков. Неподалёку отсюда, в урочище Раскопанное, находится стоянка каменного века, где могут встретиться фрагменты неолитической керамики, кремнёвые орудия и отцепы.
- Братская могила советских воинов и жертв фашизма. Похоронено 23 чел.

## Объекты социальной сферы.
- Клуб
- Фельдшерско-акушерский пункт